# L'inganno (opera teatrale)
L'inganno (Sleuth) è un'opera teatrale del drammaturgo britannico Anthony Shaffer, debuttata a Brighton nel 1970. Il personaggio centrale è ispirato al compositore Stephen Sondheim, amico del drammaturgo e noto appassionato di gialli e misteri. Il dramma è stato riadattato due volte per il cinema: nel 1972 da Joseph L. Mankiewicz nel film Gli insospettabili e nel 2007 da Kenneth Branagh nel film Sleuth - Gli insospettabili. Michael Caine ha recitato in entrambi i film: nel ruolo di Milo nel primo e in quello di Mr. Wyke nel secondo.

## Produzioni principali
Il dramma ha debuttato con grande successo al Theatre Royal di Brighton nel gennaio 1970, per poi aprire al St. Martin's Theatre di Londra poche settimane dopo. Facevano parte del cast originale Anthony Quayle e Keith Baxter; il dramma rimase in scena a Londra per 2359 repliche.
Nel novembre 1970 il dramma debuttò al Magic Box Theatre di New York, sempre con Quayle e Baxter (entrambi premiati con il Tony Award), rimase in scena per 1200 repliche e vinse il prestigioso Tony Award alla migliore opera teatrale.